# Grassalkovich Antal (főispán, 1734–1794)
Gyaraki herceg (korábban gróf) Grassalkovich II. Antal (Pest, 1734. augusztus 24. – Bécs, 1794. június 5.) birodalmi herceg, gróf Grassalkovich I. Antal  fia. Bodrog és Zólyom vármegye főispánja. Főlovászmester. Grófként született, majd 1784-ben II. József magyar király hercegi rangra emelte, azzal a megkötéssel, hogy csak az elsőszülött fiú örökölheti tőle e birodalmi hercegi címet.

## Élete
Gróf Grassalkovich I. Antal és annak második felesége, a nagyon fiatalon elhunyt báró Klobusiczky Krisztina (1712–1738) második gyermekeként és első fiaként született. Még három húga követte a sorban.  
A vagyonos és befolyásos katolikus, udvarhű család második generációjának tagja: ő már Bécsben, a Mária Terézia magyar királynő által 1746-ban, nemes ifjak számára alapított Collegium Theresianumban tanult. Az intézmény a birodalmi összetartozás tudatát volt hivatott erősíteni.
II. Antal páratlanul befolyásos édesapjától örökölt, kiterjedt uradalmaival nem sokat törődött, a gazdaság irányításához nem volt érzéke. Az apja által felépített-kialakított gödöllői családi székhelyhez nem kötődött, csak időszakonként tartózkodott ott. Nem szerzett, mint ahogyan apja egész életében tette, hanem fokozatosan bérbe adta a megörökölt uradalmakat: a debrőit, a komjátit (Nyitra-vidék), a bajait, a gödöllőit, a hatvanit. Tipikus udvari ember volt, aki minden politikai és udvari eseményen jelen van. Ennél fogva bécsi – belvárosi és kertvárosi – vagy pozsonyi palotájában, valamint hőn szeretett ivánkai (Pozsony mellett) kastélyában érezte igazán jól magát – Ivánkán is temetkezett, miután fényűzően élt. 
Kultúrtörténeti szempontból jelentős érdeme, hogy pozsonyi, ivánkai és gödöllői kastélyaiban idényszínházat működtetett, hercegi zenekart tartott fenn. (Gödöllőn  átalakíttatta a kastély egyik épületszárnyát, s itt működtette 120 ülőhelyes színházát, amely ma az ország egyetlen működő barokk színháza.)
A porosz háború idején a császári hadseregben szolgált. Később Zólyom vármegye főispánjává nevezték ki, majd pedig Bodrog vármegye utolsó előtti főispánja lett.

## Családja
1758. május 5-én Bécsben nőül vette az Esterházy-család hercegi ágából származó Esterházy Mária Anna (1739–1820) hercegnőt, akinek nyolc gyermeke született tőle:
- Antal? (1759?–1766?)
- Anna Antónia (1760–1815) férje gróf Viczay Mihály, a híres gyűjtő, akinek görög és római éremgyűjteménye Európa-szerte ismert volt. Gyűjteményében antik vázák, szobrok, gemmák, gyönyörű késő antik és középkori elefántcsont faragványok kaptak helyet, pl. az Asclepios és Hygieia diptichon, IV. század, őrzési helye ma: National Museums, Liverpool.
- Terézia (1761–?)
- Ottília (1764–1810) 1779. október 15-én hozzáment gróf Forgách Antalhoz. 1801-ben férje meghalt, s így 9 évig özvegyen élt Gácson, majd itt is halt meg. A Forgács-kriptában van eltemetve.
- János (1765–?)
- Erzsébet (1767–1823) férje Esterházy Ferenc herceg
- Miklós (1768–?)
- III. Antal (1771–1841). Felesége a családja hercegi ágából származó Esterházy Mária Leopoldina (1776–1864). III. Antal halálával a Grassalkovich család férfiága kihalt.